# Sverdrup (unità di misura)
Lo sverdrup, chiamato così in onore dell'oceanografo Harald Sverdrup, è un'unità di misura per il trasporto di volume.

## Descrizione
Il suo simbolo è Sv. Non appartiene al SI.
Equivale a 1 milione di metri cubi al secondo.
1 Sv = 106 m3/s= 1 000 000 m3/s.
L'ingresso globale di acqua dolce dai fiumi al mare equivale a circa 1,2 Sv.